# Saint-Agnan, Aisne

Saint-Agnan este o comună în departamentul Aisne din nordul Franței. În 1 ianuarie 2018 avea o populație de 104 de locuitori.